# 韓靈敏
韩灵敏，会稽郡剡县（今浙江省嵊州市）人，南朝齐政治人物。
韩灵敏幼年丧父，与哥哥韩灵珍都有孝顺的性情。母亲又去世，家贫无以营葬，兄弟一起种瓜，早上采瓜子，晚上又长出来，以此办理葬事。韩灵珍去世，无子，妻子朝氏（卓氏）守节不嫁，害怕家人让她夺志改嫁，就没有回娘家。韩灵敏事奉嫂子如同母亲。